# Burkhart Waldecker

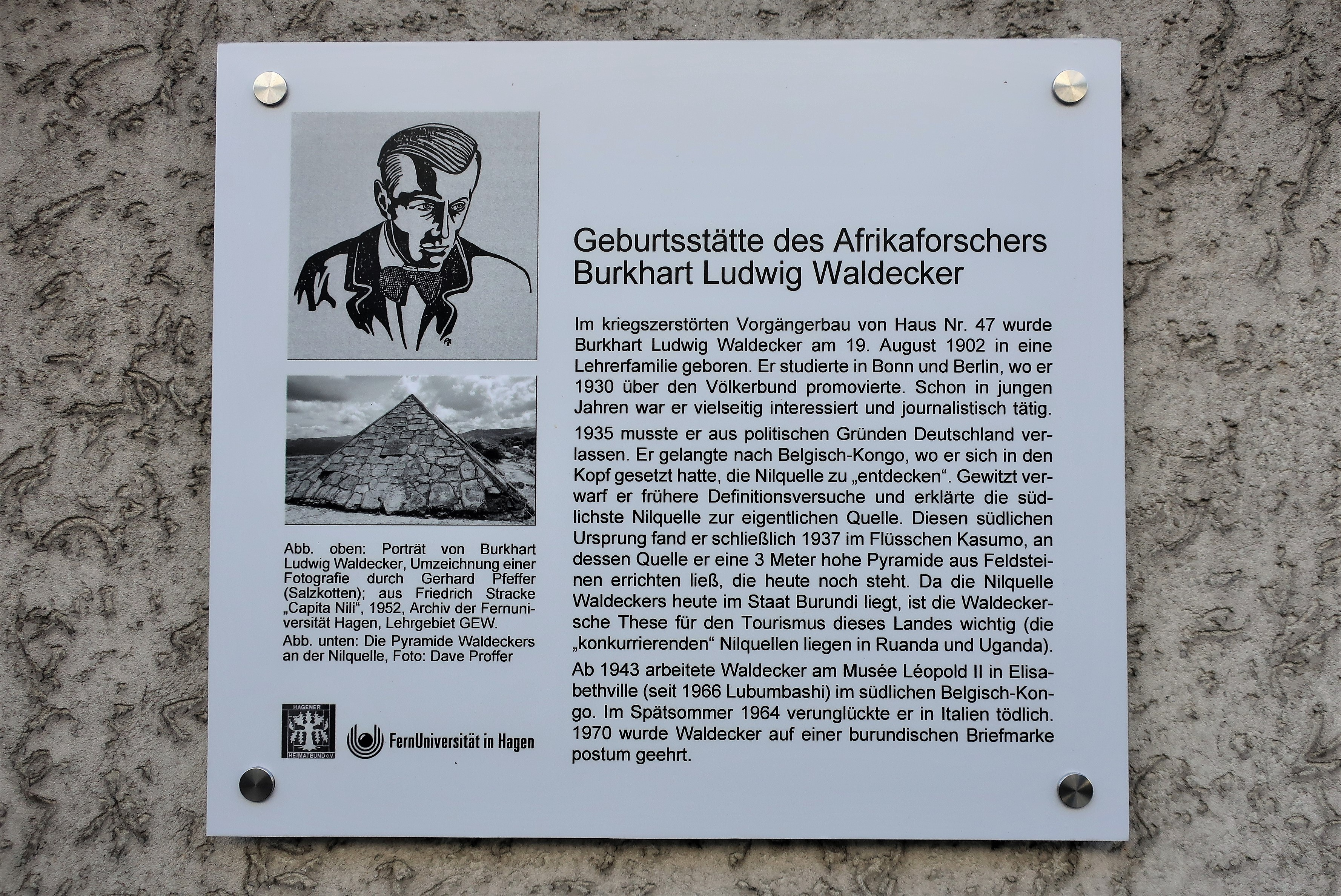
Infotafel am Geburtshaus von Burkhart Waldecker in Hagen

Burkhart Waldecker, bis 1931 Ludwig Waldecker (geboren am 19. August 1902 in Hagen; gestorben 1964 in den Abruzzen, Italien), war ein deutsch-belgischer Afrikaforscher und Ethnologe.
Waldecker gelang 1937, was anderen Entdeckern trotz größten Einsatzes nicht gelungen war, in den Bergen Burundis die südlichste Quelle des längsten Flusses der Erde, des Nils bzw. des Weißen Nils, den Kasumo, zu entdecken bzw. kartographisch zu bestimmen.

## Leben
Burkhart Waldecker wurde am 19. August 1902 im westfälischen Hagen geboren. Sein Vater war Oberlehrer an
der Oberrealschule. An den Universitäten Bonn und Berlin studierte er zunächst ältere deutsche, französische und skandinavische Literatur. Während der Hochinflation wechselte er zu den Rechts- und Staatswissenschaften und setzte das Studium in Münster, dann wieder Bonn und Berlin fort. Mit einer Arbeit über Die Stellung der menschlichen Gesellschaft zum Völkerbund (die nur die Note „genügend“ erhielt) wurde Waldecker 1930 in Berlin zum Dr. phil. promoviert.
Seinen Vornamen ließ er 1931 amtlich von „Ludwig“ zu „Burkhart“ ändern. Waldecker spielte noch häufiger mit seinem Namen. Für Fachartikel, die er später schrieb, benutzte er die Pseudonyme „Tantris“ oder „René Cruce“, „Tantris“ war ein Anagramm auf „Tristan“, was sich auf Tristan Risselin (1922–2014) bezog, einen französischen Konzertpianisten, den Waldecker sehr verehrte. Schließlich war er selbst ein begeisterter Klavierspieler.
Als Gegner des Regimes entzog sich Waldecker der drohenden Verfolgung durch die Nationalsozialisten, indem er Deutschland verließ. Um 1934 hielt er sich in der Türkei auf. 1935 wanderte er nach Belgisch-Kongo aus, wo er in Elisabethville (heute Lubumbashi in Katanga) wohnte und vom damaligen Generalgouverneur in Belgisch-Kongo Pierre Ryckmans (Amtszeit von 1934–1946) große Unterstützung und Schutz erhielt, besonders bei Ausbruch des Zweiten Weltkriegs, wo Deutsche in der Regel interniert wurden. Im Jahr 1945 erhielt Waldecker in Belgisch-Kongo die belgische Staatsbürgerschaft. 
Er starb im Sommer 1964 während eines Urlaubs am Gran Sasso in der italienischen Region Abruzzen. Die genauen Todesumstände sind unklar, seine Leiche wurde nicht gefunden.

## Forscherleben in Afrika
Zunächst erforschte Waldecker das Land auf der Suche nach der südlichsten Quellen des Nils. Er hat diese am 12. November 1937 in den Bergen Burundis auch finden und kartographieren können. Der Weiße Nil entspringt am südlichsten Punkt aller Zuläufe unterhalb des Berges Kikizi als Kasumo (auch: Gasumo), was Wasserfall oder Bergbach bedeutet, und geht in den Luvironza und den Ruvuvu (Nilpferdfluss) über, der schließlich in den schiffbaren Kagera und den Viktoria-See mündet. Am Berg Kikizi befindet sich das „Dach Afrikas“, die Wasserscheide zwischen dem Nil und dem Kongo, dem Mittelmeer und dem Atlantik.
Die geographischen Daten der Nilquelle Kasumo sind S3°55‘ und E29°51‘; sie liegt auf 2440 m Höhe.
Diese Quelle, genauer: zwei „kaum ½ m breite Rinnsale“, war zwar bereits 1893 von dem österreichischen Afrikaforscher Oskar Baumann als erstem Europäer während seiner „Massai-Expedition“ aus etwa 1 km Entfernung „in reinen Regenschluchten“ bestimmt, aber nicht genauer benannt oder kartographiert worden. Baumann spricht lediglich davon, dass er die Quellen des Nils – anders als Henry Morton Stanley 1874 – erreicht habe und dass es von „nebensächlicher Bedeutung“ sei, „welche der beiden Quellen als Ruvuvu, als Nil zu bezeichnen sei“.
Die Entdeckung der Nilquellen wurde nicht nur durch die geographischen, kriegerischen und medizinischen Verhältnisse oder die üppige Vegetation erschwert, sondern auch durch die große Anzahl möglicher Nilquellen in einem großen Gebiet. Jahrhundertelang barg diese Frage ein großes Geheimnis und einen ebenso großen Anreiz, das Geheimnis zu lüften. Schon der römische Dichter Marcus Annaeus Lucanus (39–65 n. Chr.) lässt Cäsar sagen: „Nichts wollte ich lieber, als die Geheimnisse des Nil kennen, der sich so viele Jahrhunderte verborgen gehalten, wollte erforschen seine unbekannte Quelle“ (zitiert nach). Auch war unter den Forschern die Frage strittig, ob die Wassermenge oder der südlichste Punkt die Entscheidung für den Nilursprung bringen sollte. So wurden immer wieder neue Ergebnisse der Afrikaforschung präsentiert, etwa 1889 eine der Nilquellen von dem deutschen Forscher und späteren Psychiater Richard Kandt, der mit dem Rukarara-Nyabarongo in Ruanda den stärksten der Quellflüsse des Nils entdeckt hatte. Waldecker hat 1937 seinen westfälischen Landsmann Friedrich Stracke, einen Priester und Missionar der katholischen Missionsgesellschaft der „Weißen Väter“ (Afrikamissionare), noch vor den Nilquellenentdeckung in Usumbura (Burundi) getroffen. Stracke hat in seinem Buch „Capita Nili“ darüber und über den Forscher Waldecker ausführlich berichtet.

## Nil-Forscherleben (nach Stracke)
Pater Friedrich Stracke ließ sich von den Einheimischen erzählen, wie „Rukwabargara“ gelebt, geforscht und gearbeitet hat; diesen Namen hatten sie Waldecker – neben zwei anderen Übernamen – gegeben: „Der-Mann-der-sich-kratzt“. Stracke beschreibt Waldecker als ärmlich gekleidet und bescheiden, ohne ein Fahrzeug und Dienerschaft oder „Boy“, nur mit zwei Blechkisten, was ihm bei der einheimischen Bevölkerung zunächst einen geringen sozialen Status eintrug. Er unterschied sich deutlich von den anderen Kolonialherren. Niemand von der einheimischen Bevölkerung hatte dem unheimlichen Mann helfen wollen; keiner mochte die Sandflöhe aus seinen Füßen bohren. „Kein Wunder, dass er unter dieser Plage Afrikas litt und sich kratzen musste“. Daher also der Übername. Die Sandflöhe setzten ihm so zu, dass er sich Lappen um die Füße wickelte und sich in einem Tragestuhl transportieren lassen musste. Niemand hatte dem geisterhaften Mann das Essen gekocht und wenn er es selbst zubereitet hatte, dann jagte er Darbende davon, weil er sich offensichtlich selbst nur wenig Essen leisten konnte. Die Verständigung mit ihm war für die schwarzen Bauern schwierig, da er nur Kisuaheli sprach.
Doch „unermüdlich folgte er den Flussläufen, stieg auf die höchsten Berge, und viel, viel schrieb er auf. Er wartete geduldig auf eine Gelegenheit, mit seiner Bettstelle und zwei Blechkisten hinaufzufahren ins Mondgebirge und dort die Quellen des Nils zu suchen. Caput Nili quaerere! (Die Nilquellen suchen!) Das bedeutete für den Lateiner etwas völlig Aussichtsloses unternehmen, etwas Nutzloses, Unerhörtes. – Ich muss gestehen, ich habe meinem Landsmann mit Zweifeln und Kopfschütteln nachgeblickt.“ Doch Waldecker findet tatsächlich unter Dutzenden von Kandidaten den winzigen Quellfluss des Weißen Nils.

### Die Steinpyramide
Endlich ließ Waldecker sich beim „Häuptling“ Bucenyegeri nieder, wo er 1938 ein sonderbares Haus baute: „eigentlich ein Dach ohne Haus: man nennt es Iperamidi (Pyramide)“. Somit wird die Quelle des (Weißen) Nils von einer drei Meter hohen Steinpyramide markiert. Die Einheimischen rätselten lange, was „Rukwabargara“ da baute; schließlich kam man zum Schluss, es müsse eine Geisterhütte für seine Ahnen sein – jedenfalls hielt man sich dem Gebäude fern. Der Bau ging langsam voran, 30 schwarze Arbeitskräfte halfen, die ihm andere Europäer gestellt hatten. Waldecker packte selbst viel an. Er konnte die Steine präzise in der Pyramide platzieren, da er vorher sehr genau gemessen hatte. Doch zweimal stürzte der Bau ein und einmal lag Waldecker zwei Wochen krank in seiner Hütte. Und immer wieder gab es Ärger mit den Arbeitern, weil man sich nicht auf einen frühen Feierabend einigen konnte. Seine Bescheidenheit, seine Friedfertigkeit und sein Arbeitseifer beeindruckte die Bevölkerung so, dass sie ihn schließlich – nach Angst, Missachtung und Staunen – liebten. Doch plötzlich war der Forscher verschwunden; im Hohlraum der Pyramide fand man nur frische Blumen in einer Vase mit Nilwasser.

### Die Tafel an der Steinpyramide
Der Altphilologe Waldecker hatte an der Pyramide 1938 eine Tafel mit einer längeren Inschrift in lateinischer Sprache hinterlassen, deren Anfang lautete: „PYRAMIS AD CAPUT NILI MERIDIONALISSIMUM“ (Pyramide an der südlichsten Stelle des Nils). Er ehrt darin zunächst den damaligen Generalgouverneur von Ruanda-Burundi, Eugène (Jacques Pierre Louis) Jungers (1888–1959; Amtszeit von 1932–1946), seine Helfer, die Patres Colle, Gerard und Monteyne, sowie die antiken Gelehrten Eratosthenes (von Kyrene) und Ptolomäus (als ersten Nilquellenbeschreiber), die Nilforscher John Speke (Entdecker des Viktoriasees – als Nilquelle vermutet), Henry Morton Stanley (hält den Lualaba für den Quellfluss), Richard Kandt (der Gründer von Kigali hält den ruandischen Wasserlauf Rukarara-Nyabarongo für die Nilquelle) „und andere“. Er verweist auch auf ein antikes Denkmal für die Nilquelle am Hadrianstor auf der Nilinsel Philae (Ägypten). Außerdem führt er sorgfältig die Namen sämtlicher Flüsse und Durchlauf-Seen auf, die vom Quellfluss des Weißen Nils, dem Kasumo aus, den Nil bilden (Kasumo – Mukasenyi – Kigira – Luvironza – Ruvubu (= Ruvuvu) – Kagera bis zum Victoriasee und weiter).

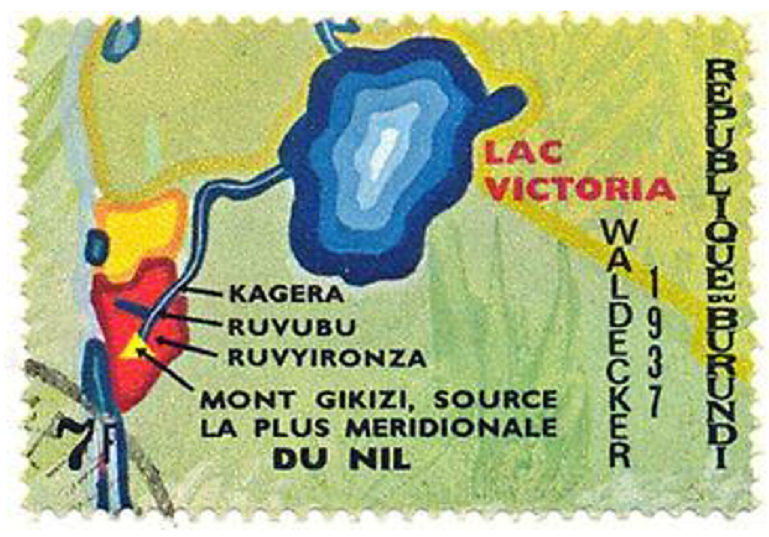
Briefmarke 1970 zu Ehren des Afrikaforschers Burkhart Waldecker

Die Pyramide wurde im Sommer 1943 offiziell von Madeleine Nève, der Ehefrau des Generalgouverneurs Pierre Ryckmans eingeweiht, die Waldecker von der Zeremonie ein Foto schickte. Erfreut darüber sandte er ihr ein selbstgedichtetes Poem.

## Am Museum Leopold II. in Elisabethville
1943 wurde Waldecker zum stellvertretenden Kurator des Musée Léopold II in Elisabethville ernannt. Das Museum war als Zweigstelle des Kolonialmuseums gleichen Namens in Tervuren/Belgien 1937 von dem Archäologen Francis Cabu gegründet worden, mit dem Waldecker eng zusammenarbeitete. Er war speziell für die Ethnographische Sammlung verantwortlich und übernahm in der Nachfolge von Cabu alsbald die Leitung.
In seiner Arbeit als Kultur-Ethnologe, die er als „Studium der Völker in primitiven Gebieten“ bis zu den gegenwärtigen Primitiven bezeichnete, machte er für seine Ausstellung eklektizistischen Gebrauch von Evolutionismus und Diffusionismus, „ziemlich der Linie der Boas-Schule folgend“. Franz Boas (1858–1942) gilt als der Begründer der Theorie des Diffusionismus und Wegbereiter der „Historischen Anthropologie“. Waldecker arrangierte seine Ausstellung nicht nach Regionen (wie z. B. das „Museum of Native Life“ in Léopoldville), sondern im Sinne einer Lokal-Ethnographie nach ethnischen Gruppen und ihren Objekten, Sitten und Ideen. In neun Ausstellungsräumen platzierte er zum Vergleich auch immer wieder Objekte aus anderen afrikanischen Kulturen wie den Zulus aus Südafrika. Bei den großen Volksstämmen differenzierte er zwischen Pygmäen, Negroiden, Hamiten und langschädeligen Kamiten (dem schwarzen Zweig der sogenannten „Kaukasier“ wie die Alt-Ägypter). Das europäische Schönheitskonzept des „L’art pour l’art“ konnte er bei den „Negros“ nicht finden, vielmehr erschien ihm dort Schönheit immer einem bestimmten Zweck untergeordnet. Linguistisch unterschied er zwischen Sudanesisch, Nilotisch, Nilo-Hamitisch und Bantu. Insgesamt fand er zu einer Einteilung nach verschiedenen „Kulturräumen“. Er glaubte, Afrika in zwei Kulturräume gliedern zu können: einen mit geometrischer Kunst, den anderen mit anthropomorphischer bzw. zoomorphischer Kunst.